# Conflictos ambientales en Panamá
Los proyectos mineros e hidroeléctricos en Panamá son temas muy discutidos en Panamá debido a varias leyes para la protección de los habitantes nativos y los planes neoliberales del gobierno. Desde principios de 2011, los habitantes indígenas de Panamá han realizado grandes protestas contra estos proyectos mineros e hidroeléctricos.

## Historia
El potencial hidroeléctrico de la región de Bocas del Toro fue descubierto en los años 1970. Sin embargo, las primeras 70 centrales hidroeléctricas se construyeron en 1998 tras la privatización del Instituto de Recursos Hidroeléctricos y Electrificación (IRHE) de Panamá. Para la aprobación de los siguientes proyectos hidroeléctricos el gobierno panameño y los inversionistas privados negociaron, de conformidad con la Ley 127, con los representantes indígenas. Sin embargo, la corrupción, el reasentamiento involuntario de las aldeas y la penetración del gobierno panameño en la política local llevaron a las primeras protestas contra las centrales hidroeléctricas y la minería en los años 1990. 
Recientemente estas protestas recibieron más atención. El 11 de febrero de 2011 el gobierno de Ricardo Martinelli aprobó la neoliberal Ley 8, también conocida como Ley Minera, que posibilitaba que empresas extranjeras invirtieran directamente en concesiones panameñas.Esto resultó, durante los meses de febrero, marzo y mayo de 2011, en grandes protestas del pueblo originario Ngäbe Buglé que sintieron la amenaza del colonialismo hidrológico que afectaría su autoridad política en la comarca y destruiría el medio ambiente.
El inicio de proyectos hidroeléctricos en la comarca y las regiones anexadas a principios de enero de 2012 provocó protestas indígenas a gran escala y el bloqueo de la Carretera Interamericana. El 5 de febrero de 2012, los indígenas del noroeste de Panamá se enfrentaron a la policía antidisturbios mientras bloqueaban la carretera Panamericana cerca de San Félix.
Ese día fueron detenidos 150 Ngäbe Buglé y 40 resultaron heridos, de los cuales tres murieron en una semana. La represión de las protestas por parte de la policía parece ser una forma de autoritarismo verde que defiende la participación del Estado para asegurar y proteger las fuentes de energía renovables y los “procesos ecológicos valorados por el mercado”. Sin embargo, esto no ocurre sólo con el uso de la violencia explícita como es el caso aquí. La creciente influencia del gobierno nacional en las elecciones políticas nativas, que se da en Panamá desde 2010 mediante la modificación de la Carta Orgánica es también una forma oculta de autoritarismo verde. 
El 7 de febrero, dos días después del conflicto entre policías e indígenas, se firmó el Tratado de San Lorenzo, cuyos puntos más importantes sostienen que: (a.) el gobierno participaría en una con los Ngäbe Buglé sobre la nueva Ley Minera y los proyectos hidroeléctricos con la iglesia católica como mediadora entre ambos partidos, (b.) los Ngäbe Buglé cesarían su bloqueo y los antidisturbios se retirarían, (c.) se establecería la comunicación celular, (d.) los 150 manifestantes capturados serían liberados, y (e.) las familias de los Ngäbe Buglé asesinados serían indemnizadas.
Durante el mes de febrero de 2012, la carretera panamericana volvió a ser cerrada varias veces en el noroeste del país debido a las continuas protestas de los Ngäbe Buglé. Paralelamente continuó en Ciudad de Panamá el diálogo entre representantes del Estado y los Ngäbe Buglé. El pueblo Ngäbe Buglé estuvo representado por su cacique general oficialmente electa, Silvia Carrera. Sin embargo, la división en la política Ngäbe-Buglé hizo que no todos estuvieran de acuerdo con los líderes de Carrera, lo que provocó protestas más pequeñas en partes de la región Ngäbe Buglé.

## Cuestiones legales
Parece que la Declaración de las Naciones Unidas sobre los Derechos de los Pueblos Indígenas que fue ratificada por Panamá en 2007, está en conflicto con la Ley 8 aprobada en 2011. La Declaración de las Naciones Unidas sobre los Derechos de los Pueblos Indígenas  sostiene que “los estados consultarán y cooperarán de buena fe con los pueblos indígenas interesados a través de sus propias instituciones representativas a fin de obtener su consentimiento libre e informado antes de la aprobación de cualquier proyecto que afecte sus tierras o territorios y otros recursos, particularmente en relación con el desarrollo, utilización o explotación de sus recursos minerales, hídricos u otros”. La Ley 8, sin embargo, sostiene que “las empresas mineras estatales extranjeras pueden invertir directamente en concesiones panameñas”.
Esto significa que las empresas extranjeras pueden emprender grandes proyectos mineros en terreno panameño, incluidas las tierras dentro de las comarcas, sin consultar a los habitantes indígenas. Esto en sí mismo está en conflicto con el artículo 127 de la Constitución panameña, que trata de la estructura de la comarca como se explicará más adelante. Parece como si las crecientes leyes para la protección de los derechos indígenas y las leyes para la liberalización del comercio fueran compromisos contradictorios. 

## La Comarca Ngöbe Buglé
La Comarca Ngöbe Buglé fue fundada en 1997 con la aprobación de la Ley 10. La estructura de la comarca está tomada del sistema de comarca Kuna y sigue una organización política similar que es aceptada como legítima por el gobierno panameño.El artículo 127 de la Constitución panameña establece que el Gobierno garantizará a las comunidades indígenas los terrenos y la propiedad colectiva para la realización de su riqueza económica y social. La Ley regulará los procedimientos para estas delimitaciones de terrenos, en las que se prohíbe la propiedad privada de terrenos.  Según los artículos 48 y 57 del CH II de la Carta Orgánica, las autoridades indígenas deben aprobar cualquier proyecto de explotación ambiental sometiéndolo a referéndum. 

## Desarrollos actuales
Después de meses de protestas, bloqueos de calles y negociaciones con las Naciones Unidas como mediador entre los dos partidos, el mandatario Ricardo Martinelli finalmente derogó la Ley 8 el 3 de marzo de 2012. Después siguió la aprobación de la nueva Ley 415 que garantizaba que la minería Está prohibido en la comarca. Esta decisión supuso la anulación de 25 solicitudes mineras pendientes en la comarca Ngäbe-Buglé. 
La nueva ley enfatiza que los proyectos hidroeléctricos sólo podrán construirse después de la aprobación de los nativos y en colaboración con ellos. En reacción a la aprobación de la nueva ley, la cacique general Silvia Carrera pidió disculpas por los cierres de calles y las numerosas manifestaciones. Aunque los negociadores indígenas están satisfechos con los resultados, otros se sienten derrotados ya que los proyectos hidroeléctricos aún no están totalmente prohibidos en la región.

## Controversias legales del sector minero y protestas de 2023
La controversia minera de Petaquilla en Panamá se centra en un Contrato Ley  conocida como "ley 9 de 1997," que se firmó el 26 de febrero de 1997, entre Sociedad Minera Petaquilla S.A. y el Estado panameño.Poco después, en 1998, se presentó una apelación de inconstitucionalidad por parte del abogado Juan Ramón Sevillano y Susana Serracín Lezcano. Sin embargo, el contrato fue declarado inconstitucional en 2017, y esta decisión se publicó en 2021.
Durante el proceso legal, Richard Fifer Carles, exdirector y director ejecutivo de Petaquilla, vendió derechos de concesión y activos a Minera Panamá filial de First Quantum Minerals por 60 millones de dólares lo cual estaba en contra de la mencionada ley de contrato.El bufete de abogados panameño Morgan & Morgan actuó como intermediario en esta transacción. En 2016, el presidente Juan Carlos Varela extendió su concesión por 20 años adicionales. Sin embargo, tras la declaración de la Corte Suprema de que el contrato era ilegal, las actividades mineras continuaron de manera ilegal. La situación legal solo se resolvió con la firma de la Ley de Contrato 406 el 20 de octubre de 2023, la cual fue sancionada por el presidente Laurentino Nito Cortizo el mismo día, a pesar de que el mencionado contrato era altamente impopular.
Estos acontecimientos generaron una amplia oposición pública, con protestas tanto a nivel nacional e internacional.Las protestas se originaron por acusaciones de corrupción y sobornos a funcionarios gubernamentales por parte de FQM, preocupaciones medioambientales relacionadas con la minería a cielo abierto y prácticas de eliminación de residuos tóxicos que dañaban el medio ambiente y los acuíferos, así como cláusulas del contrato percibidas como que favorecían de forma desmedida a FQM.
En respuesta a la presión social, Panamá aprobó la Ley 407, que declaró una moratoria minera indefinida, prohibiendo nuevas concesiones para estudios o extracción minera y rechazando todas las renovaciones y solicitudes de concesiones, sin embargo, exceptuando las concesiones aprobadas en el pasado.

### Inconstitucionalidad y cierre total de la mina Minera Panamá
El 28 de noviembre de 2023, la Corte Suprema de Justicia dio un mensaje a la nación, en donde se declara inconstitucional la Ley 406 del contrato minero entre el Gobierno de Panamá y First Quantum Minerals con filial Minera Panamá.Luego que los abogados Juan Ramón Sevillanos y Marta Cornejo, demandantes de la Ley 406, recibieron el documento del fallo de inconstitucionalidad.
Ese mismo día, el presidente de país Laurentino Cortizo dijo en una conferencia a la nación que la mina de cobre Minera Panamá sería cerrada, horas después de que la Corte Suprema de Justicia declarara inconstitucional su contrato.